# 札幌市立丘珠中学校
札幌市立丘珠中学校（さっぽろしりつ おかだまちゅうがっこう）は、北海道札幌市東区丘珠町にある市立中学校。

## 沿革
- 1984年（昭和59年）
  - 4月1日 - 仮称丘珠中学校事務取扱発令。
  - 4月11日 - 新設校開校事務所を中島中学校に開設。
  - 4月26日 - 新校舎建築工事着工。
  - 10月9日 - 校名「札幌市立丘珠中学校」として決定。
  - 11月1日 - 新設校設置許可（開校記念日）。
- 1985年（昭和60年）
  - 3月2日 - PTA設立総会。
  - 3月26日 - 開校式挙行（札幌中より204名、福移中より61名受入）。
  - 4月8日 - 第1回入学式挙行（新入生141名）。
  - 4月30日 - 生徒会設立総会。
  - 7月15日 - プール竣工。
- 1986年（昭和61年）3月15日 - 第1回卒業証書授与式挙行（卒業生137名）。
- 1994年（平成6年）10月5日 - 開校10周年記念学校祭開催し、記念式典挙行。
- 1996年（平成8年）
  - 4月20日 - 図書室完成（増築）。
  - 7月1日 - プール温水シャワー設置竣工。
- 1998年（平成10年） - コンピューター室竣工（増築）。
- 1999年（平成11年） - 心の教室竣工（増築）。
- 2016年（平成28年）6月28日 - 格技場建築開始し、プール解体工事開始。
- 2017年（平成29年）3月18日 - 格技場竣工。

## 通学区域
出典
- 東区
  - 北丘珠1条2丁目～4丁目
  - 北丘珠2条1丁目～4丁目
  - 北丘珠3条1丁目～4丁目
  - 北丘珠4条1丁目～4丁目
  - 北丘珠5条1丁目～4丁目
  - 北丘珠6条4丁目
  - 丘珠町
  - 中沼西1条1丁目～2丁目
  - 中沼西2条1丁目～2丁目
  - 中沼西3条1丁目～2丁目
  - 中沼西4条1丁目～2丁目
  - 中沼西5条1丁目～2丁目
  - 中沼1条1丁目～3丁目
  - 中沼2条1丁目～2丁目
  - 中沼3条1丁目～2丁目
  - 中沼4条1丁目～2丁目
  - 中沼5条1丁目～2丁目
  - 中沼6条1丁目～3丁目
  - 中沼町（29番地～34番地　36番地　39番地～46番地　52番地～83番地、88番地(5～19号、27～96号、98～99号、101～113号、117～126号、128～287号、289号、292号、296～301号、307～309号、315～393号、400～401号、403号、408号、411～416号、452～461号、512～681号、741～804号、806～915号、1303～1368号、1487～1500号、1503～1508号、1510～1517号、1521号、1525～1526号、1528～1564号、1573～1583号、1862号)、92番地～120番地、122番地～123番地、127番地～130番地、132番地～136番地、157番地～158番地、185番地～190番地）
  - モエレ沼公園

## 周辺
- 社会福祉法人札幌明啓院丘珠ひばり保育園
- 札幌市立丘珠小学校 - 進学前小学校
- 新栄第三公園
  - このほか、新栄第三公園以外の公園も点在する。
- 伏籠川

## アクセス
- 北海道中央バス「ビ61」・「東61」・「東76」の各系統で、「丘珠中学校」停留所下車。
- 丘珠空港から、車で約3.4km・約6分。